# Laeops tungkongensis
Laeops tungkongensis is een straalvinnige vissensoort uit de familie van botachtigen (Bothidae). De wetenschappelijke naam van de soort is voor het eerst geldig gepubliceerd in 1965 door Chen & Weng.